# UFC Featherweight Championship
Prima del 20 novembre 2010, José Aldo era il campione dei pesi piuma WEC. In seguito alla fusione tra UFC e WEC, fu promosso a campione indiscusso dei pesi piuma UFC.

## Featherweight championship (da 61 a 66 kg)
| Nome | Data                         | Luogo                   | Difese |
| --- | ---------------------------- | ----------------------- | --- |
| José Aldo | 20 novembre 2010 (UFC 123)   | Detroit, Stati Uniti    | - batte Mark Hominick ad UFC 129 il 30 aprile 2011 - batte Kenny Florian ad UFC 136 l'8 ottobre 2011 - batte Chad Mendes ad UFC 142 il 14 gennaio 2012 - batte Frankie Edgar ad UFC 156 il 2 febbraio 2013 - batte Jung Chan-Sung ad UFC 163 il 3 agosto 2013 - batte Ricardo Lamas ad UFC 169 il 1º febbraio 2014 - batte Chad Mendes ad UFC 179 il 25 ottobre 2014 |
| Conor McGregor batté Chad Mendes per il titolo ad interim                                                                                       | 11 luglio 2015 (UFC 189)     | Las Vegas, Stati Uniti  | |
| Conor McGregor | 12 dicembre 2015 (UFC 194)   | Las Vegas, Stati Uniti  | |
| José Aldo batté Frankie Edgar per il titolo ad interim                                                                                          | 9 luglio 2016 (UFC 200)      | Las Vegas, Stati Uniti  | |
| McGregor lasciò il titolo vacante, a causa della sua inattività nella suddetta categoria. José Aldo venne quindi decretato campione indiscusso. |                              |                         | |
| José Aldo (2) | 26 novembre 2016 (d'ufficio) |                         | |
| Max Holloway batté Anthony Pettis per il titolo ad interim                                                                                      | 10 dicembre 2016 (UFC 206)   | Toronto, Canada         | |
| Max Holloway | 3 giugno 2017 (UFC 212)      | Rio de Janeiro, Brasile | - batte José Aldo ad UFC 218 il 2 dicembre 2017 - batte Brian Ortega ad UFC 231 il 8 dicembre 2018 - batte Frankie Edgar ad UFC 240 il 27 luglio 2019 |
| Alexander Volkanovski | 14 dicembre 2019 (UFC 245)   | Las Vegas, Stati Uniti  | - batte Max Holloway ad UFC 251 il 12 luglio 2020 - batte Brian Ortega ad UFC 266 il 25 settembre 2021 - batte Jung Chan-Sung ad UFC 273 il 9 aprile 2022 - batte Max Holloway ad UFC 276 il 2 luglio 2022 - batte il campione ad interim Yair Rodríguez ad UFC 290 l'8 luglio 2023                                                                                  |
| Yair Rodríguez batté Josh Emmett per il titolo ad interim                                                                                       | 12 febbraio 2023 (UFC 284)   | Perth, Australia        | |
| Ilia Topuria | 17 febbraio 2024 (UFC 298)   | Anaheim, Stati Uniti    | - batte Max Holloway ad UFC 308 il 26 ottobre 2024 |
| Topuria rese il titolo vacante il 12 aprile 2025 per salire di categoria nei pesi leggeri.                                                      |                              |                         | |
| Alexander Volkanovski (2) batté Diego Lopes | 12 aprile 2025 (UFC 314)     | Miami, Stati Uniti      | |